# En väg (album av Samuelsons)
En väg utkom 1973 i USA och är ett musikalbum av den kristna gruppen Samuelsons. Skivan är inspelad i RCA Studios i Nashville och är utgiven på amerikanska Impact Records.

## Låtlista
1. Why/Vem
2. Vid Stranden (On the Shore)
3. Put Your Hand In The Hand
4. Denne Man (This Man)
5. Who Can We Turn To
6. I've Got Confidence
7. Through It All (Genom allt)
8. Jag Har En Van (Sheltered in the Arms of God)
9. Heaven
10. Redemption Draweth Nigh